# Jakub Štěpánek
Jakub Štepánek, född 20 juni 1986 i Vsetín, Tjeckoslovakien, är en tjeckisk professionell ishockeymålvakt som spelar för Severstal Tjerepovets i KHL.
Štepánek har tidigare spelat för HC Vítkovice Steel i Extraliga. Han har dessutom deltagit i två VM-turneringar samt en OS-turnering för Tjeckien.

## Klubbar
- HC Ostrava 2004–2008
- HC Vítkovice Steel 2006–2010
- SKA Sankt Petersburg 2010–2012
- HC Lev Prag 2012–2013
- Severstal Tjerepovets 2013–